# Wissenschaftskunde
Wissenschaftskunde ist als systematisierend-beschreibende Darstellung aller Wissenschaften, ihrer Gegenstände und Arbeitsweisen ein traditioneller Lehrgegenstand in der bibliothekarischen und buchhändlerischen Berufsausbildung. 

## Beschreibung
Im Gegensatz zu der erkenntnistheoretisch arbeitenden Wissenschaftstheorie als Teilgebiet der Philosophie oder der sozialwissenschaftlich vorgehenden Wissenschaftssoziologie verfolgt die Wissenschaftskunde keine eigenen wissenschaftlichen Erkenntnisziele, sondern beschränkt sich auf eine möglichst umfassende Information über die Arbeitsgebiete und Methoden aller Wissenschaften in einer Gesamtschau. In dieser Hinsicht zählt die Wissenschaftskunde auch zur Allgemeinbildung.